# Waalse Kerk (Arnhem)

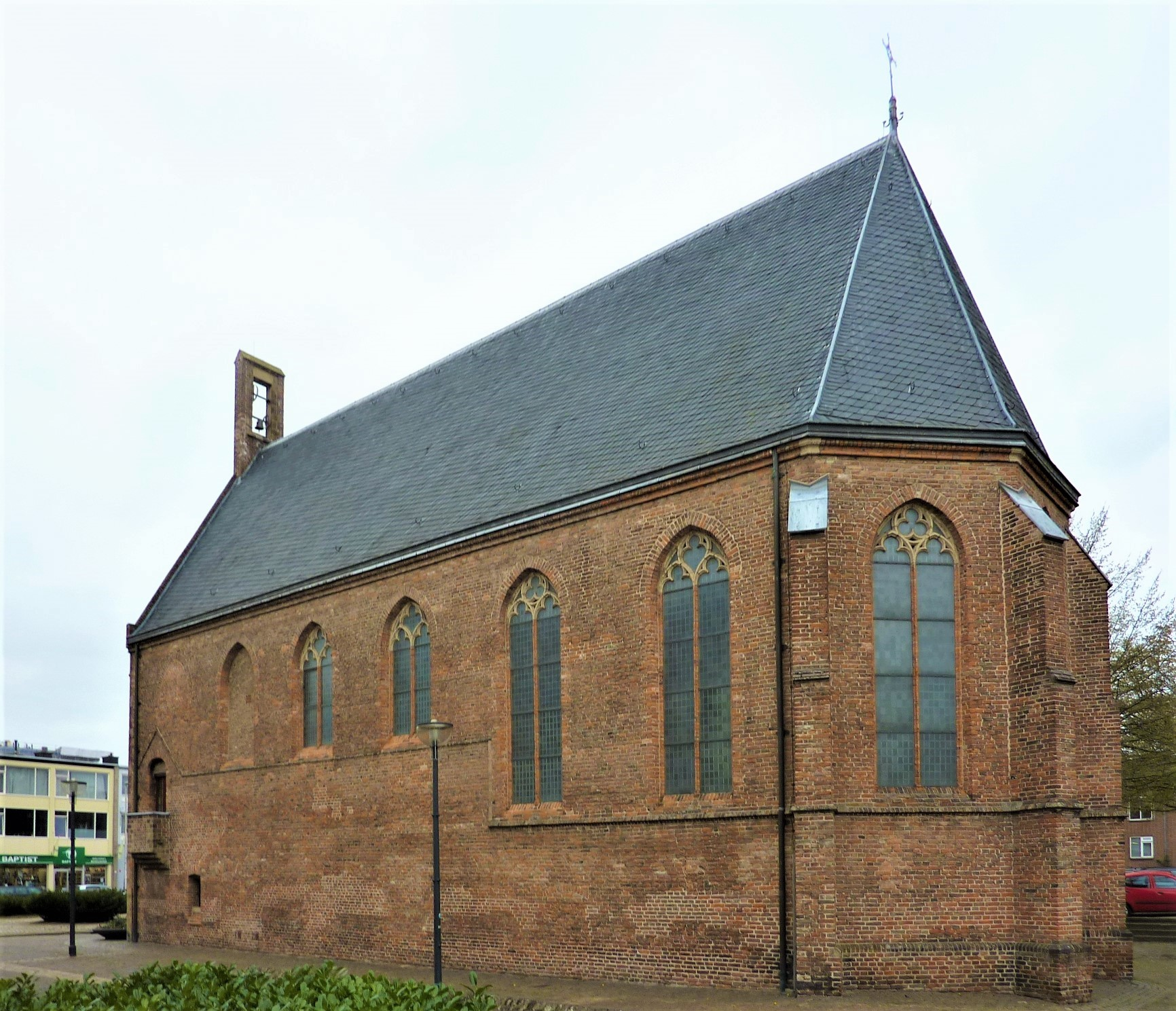
Die Waalse Kerk in Arnhem

Die Waalse Kerk (auch: Agnietenkapel; deutsch Agneskapelle) ist das Kirchengebäude einer wallonischen Kirchengemeinde innerhalb der Protestantischen Kirche in den Niederlanden in Arnhem (Provinz Gelderland). Das Kirchengebäude ist als Rijksmonument eingestuft.

## Geschichte
Die Waalse Kerk war ursprünglich eine zu Ehren der heiligen Agnes von Rom geweihte Klosterkirche, die um 1450 für einen Konvent von Franziskanerinnen errichtet worden war. Seit 1751 diente die Kapelle als Gotteshaus der wallonisch-reformierten Gemeinde. Die Schwesternempore wurde um 1860 entfernt. Nach schweren Beschädigungen während des Zweiten Weltkriegs wurde die Kirche 1950/52 restauriert und erhielt eine neue Westfassade im Stil der Delfter Schule. Der Innenraum ist von einem Holzgewölbe mit Zugbalken auf Konsolen bedeckt. Das Inventar umfasst eine Kanzel aus dem frühen 17. Jahrhundert, zwei überdachte Herrenbänke, einige Grabplatten  aus dem 17. und 18. Jahrhundert und eine von C. L. König 1777 gebaute Orgel, die 1958 aus der wallonischen Kirche in Nijmegen überführt wurde.